# Hermanas basilianas soaritas
La Congregación de Hermanas Basilianas Soaritas (oficialmente en francés Congrégation des Sœurs Basiliennes Chouérites), también conocidas como Religiosas Basilianas Soaritas, es una congregación religiosa católica femenina, de rito bizantino, de vida apostólica y de derecho pontificio, que surgen en 1737, a partir de la fundación de un monasterio de basilianas en Zouk-Michaël (Líbano). A las religiosas de este instituto se las conoce como basilianas soaritas y posponen a sus nombres las siglas R.B.C.

## Historia
En el seno de la Iglesia greco-católica melquita, en comunión con la Iglesia de Roma, se dio un renacimiento de la vida monástica en Siria y Líbano, hacia el siglo XVIII. En este contexto de fervor monástico un grupo de mujeres, con la ayuda del sacerdote Nicola Sayegh, fundaron un monasterio bajo la Regla de san Basilio en la localidad de Zouk-Michaël (Líbano). El superior general de la Orden Basiliana de San Juan Bautista era también superior de las monjas. Cuando en 1830, la Orden de San Basilio se dividió en dos ramas: soaritas y alepinos, los monasterios femeninos también lo hicieron, continuando bajo el mandato de uno u otro padre general. En la segunda mitad del siglo XX, las basilianas soaritas pidieron a la congregación para las Iglesias Orientales que les cambiaran el estatuto de orden de vida contemplativa para poder realizar apostolado. Las religiosas recibieron la aprobación de dicho dicasterio en 1953, pasando a ser una congregación de vida activa y de derecho pontificio.

## Organización
La Congregación de Hermanas Basilianas Soaritas es un instituto religioso centralizado, cuyo gobierno es ejercido por una superiora general, coadyuvada por un consejo general. La casa general se encuentra en Zouk-Michaël (Líbano). El instituto hace parte de la Iglesia greco-católica melquita.
Las basilianas soaritas se dedican a la formación cristiana de la juventud. Aunque son religiosas de vida activa, la contemplación es un elemento característico de la vida del instituto. Las hermanas siguen la Regla de san Basilio, según el modo del rito bizantino. En 2015, eran unas 122 religiosas en 28 monasterios, presentes en Jordania, Líbano y Siria.